# Parroquia de Caddo

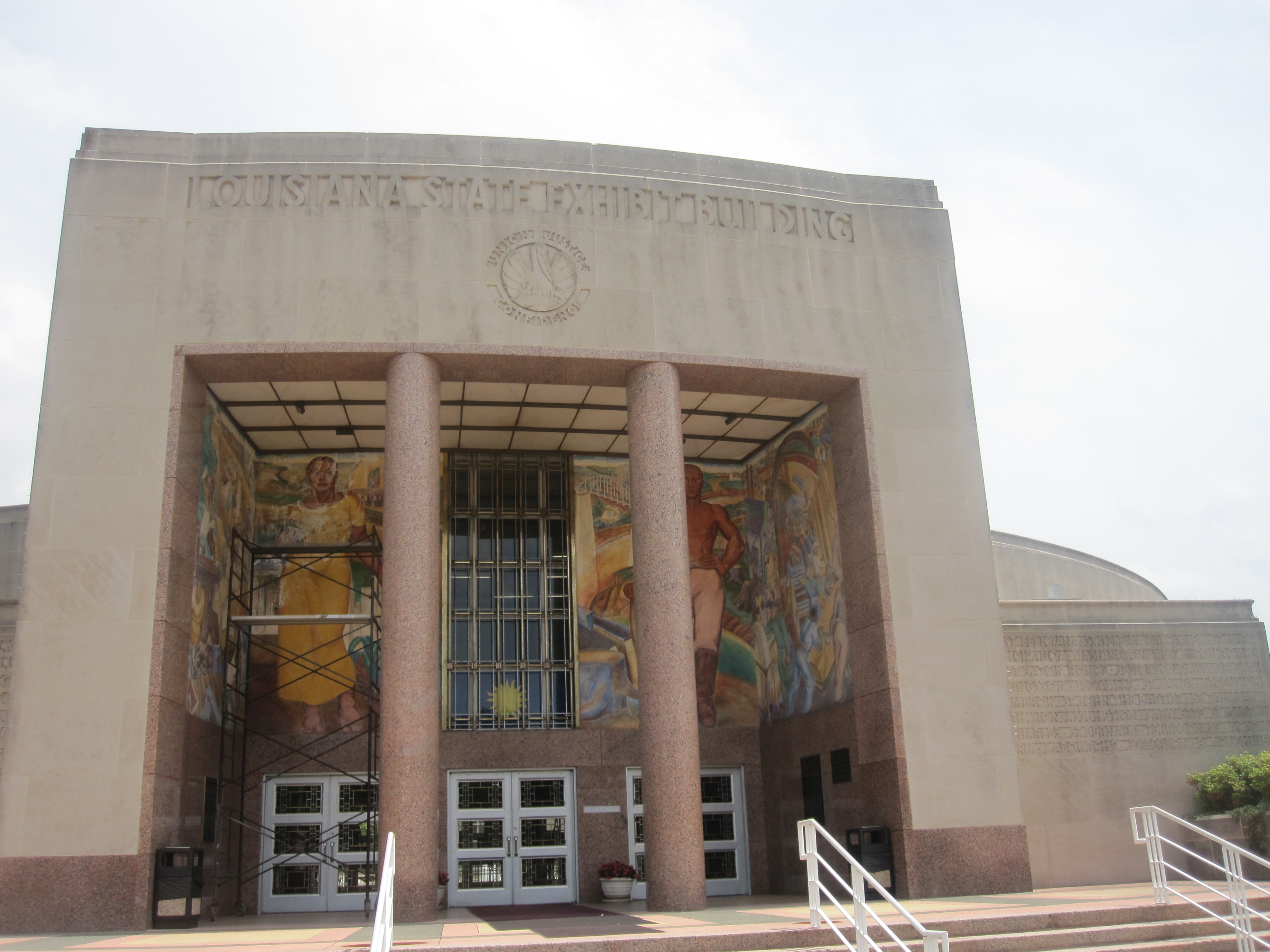
Vista de un museo en Shreveport.

La parroquia de Caddo (en inglés: Caddo Parish), es una de las 64 parroquias del estado estadounidense de Luisiana. En el año 2000 tenía una población de 252.161 habitantes con una densidad poblacional de 110 personas por km². La sede de la parroquia es Shreveport.

## Geografía
Según la Oficina del Censo, la parroquia tiene un área total de 2427 km² (937,1 mi²), de la cual 2284 km² (881,9 mi²) es tierra y 142 km² (54,8 mi²) (5.86%) es agua.

### Parroquias y condados adyacentes
- Condado de Miller (Arkansas) - norte
- Condado de Lafayette (Arkansas) - noreste
- Parroquia de Bossier - este
- Parroquia de Red River - sureste
- Parroquia de De Soto - sur
- Condado de Panola (Texas) - suroeste
- Condado de Harrison (Texas) - oeste
- Condado de Marion (Texas) - oeste
- Condado de Cass (Texas) - noroeste

## Carreteras
- Interestatal 20
- Interestatal 220
- Interestatal 49
- U.S. Highway 71
- U.S. Highway 79
- U.S. Highway 80
- U.S. Highway 171

## Demografía
En el 2000 la renta per cápita promedia de la parroquia era de $31,467, y el ingreso promedio para una familia era de $38,872. En 2000 los hombres tenían un ingreso per cápita de $31,664 versus $22,074 para las mujeres. El ingreso per cápita para la parroquia era de $17,839. Alrededor del 21.10% de la población estaba bajo el umbral de pobreza nacional.

## Comunidades

### Ciudad
- Shreveport

### Pueblo
- Blanchard
- Greenwood
- Oil City
- Vivian

### Villas
- Belcher
- Dixie[3]
- Gilliam
- Hosston
- Ida
- Mooringsport
- Rodessa

### Otras zonas no incorporadas
- Keithville